# اسکوک‌سوناک (آریزونا)
اسکوک‌سوناک (به انگلیسی: Skoksonak) یک منطقهٔ مسکونی در ایالات متحده آمریکا است که در آریزونا واقع شده‌است. اسکوک‌سوناک ۶۷۲ متر بالاتر از سطح دریا واقع شده‌است.